# St. Anna (Nieste)

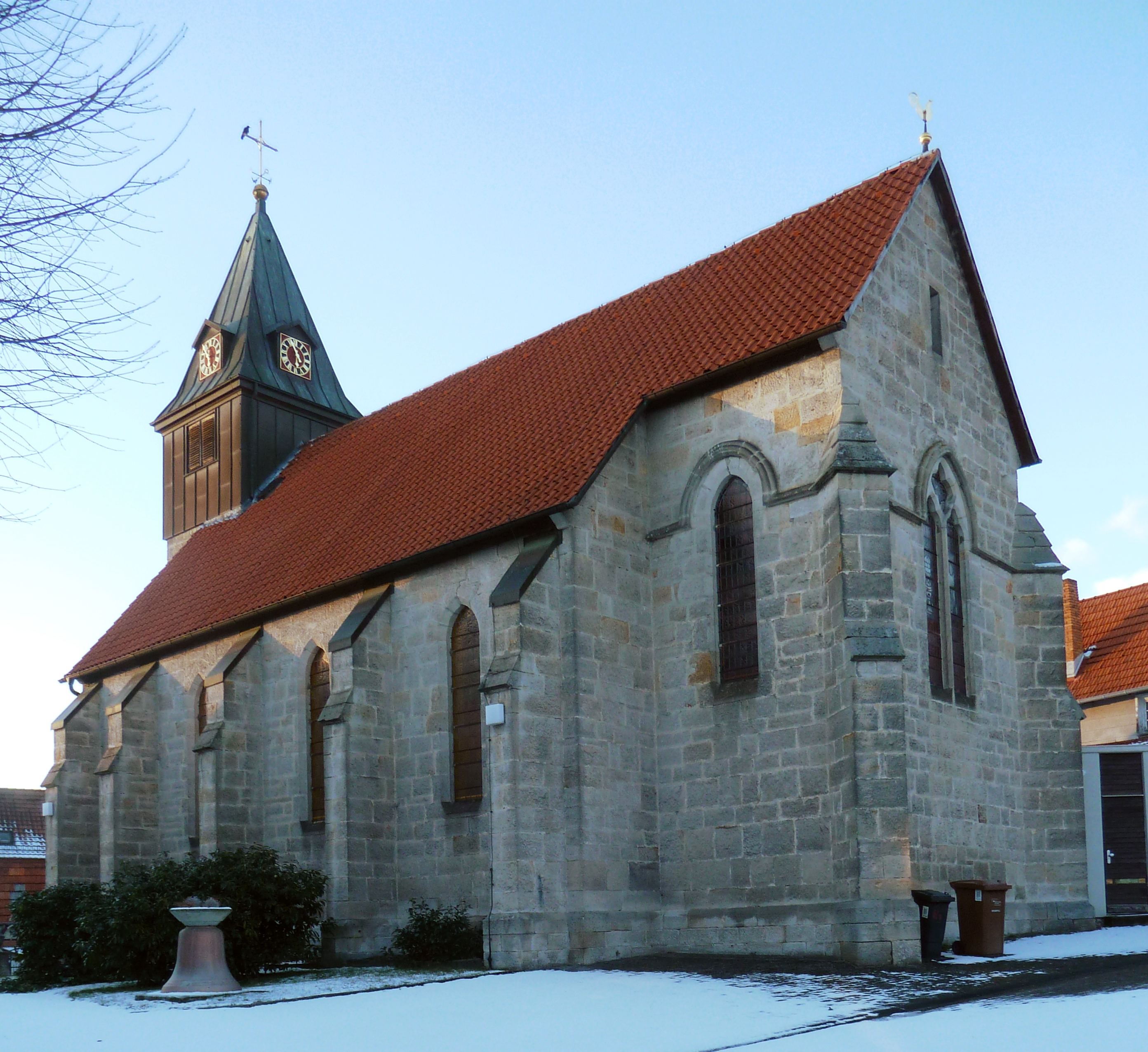
St. Anna in Nieste

Die evangelische Kirche St. Anna ist ein denkmalgeschütztes Kirchengebäude in der Gemeinde Nieste im Landkreis Kassel in Hessen. Die Kirche gehört zur Dreieinigkeits-Kirchengemeinde Escherode-Nieste im Kirchenkreis Göttingen-Münden im Sprengel Hildesheim-Göttingen der Evangelisch-lutherischen Landeskirche Hannovers.

## Geschichte
Die ehemals katholische Kirche mit dem Patrozinium der Hl. Anna gehörte im 15. Jahrhundert zum Archidiakonat von St. Peter zu Fritzlar im Erzbistum Mainz. Der Konfessionswechsel im Zuge der Reformation erfolgte wahrscheinlich Mitte des 16. Jahrhunderts. 1588 war sie Filialkirche von Uschlag in Niedersachsen. Als Nieste 1858 zu einer selbständigen hessischen Kirchengemeinde ernannt wurde, befand sich die Kirche in einem baufälligen Zustand. Daher wurde 1864 ein Neubau am selben Platz beschlossen. Die im Kern noch romanische Kirche wurde von 1864 bis 1866 in neugotischen Formen nach Plänen von Georg Gottlob Ungewitter neu aufgebaut.
Seit dem 1. Januar 2011 sind die Kirchengemeinden Nieste und Escherode zur Dreieinigkeitsgemeinde Escherode-Nieste vereinigt. Seit 2023 besteht eine pfarramtliche Verbindung zur Kirchengemeinde Uschlag. Uschlag ist auch Pfarrsitz.

## Beschreibung
Die neugotische Saalkirche mit eingezogenem rechteckigen Chor und einem halb in das Kirchenschiff eingestellten, quadratischen, mit einem mit einem ehemals gotischen Spitzhelm bedeckten Kirchturm besteht aus Hausteinmauerwerk. Die Wände des Kirchenschiffs und des Chors werden von Strebepfeilern gestützt. Der schlanke, spitze Turmhelm wurde nach der teilweisen Zerstörung des Gebäudes im Jahr 1945 durch ein Pyramidendach ersetzt und der Innenraum vereinfacht wieder hergestellt. Die Orgel mit 12 Registern, zwei Manualen und einem Pedal wurde 1999 von Herbert Hey gebaut.